# Stanchfield (Minnesota)
Stanchfield ist eine zu statistischen Zwecken auf gemeindefreiem Gebiet zusammengefasste Siedlung (CDP) im Isanti County im Osten des US-amerikanischen Bundesstaates Minnesota. Das U.S. Census Bureau hat bei der Volkszählung 2020 eine Einwohnerzahl von 103 ermittelt.
Stanchfield ist Bestandteil der Metropolregion Minneapolis–Saint Paul.

## Geografie
Stanchfield liegt im nördlichen Vorortbereich der Städte Minneapolis und Saint Paul auf 45°40′24″ nördlicher Breite und 93°11′00″ westlicher Länge und erstreckt sich über 1,38 km². Der Ort liegt in der Stanchfield Township.
Benachbarte Orte von Stanchfield sind Braham (7,5 km nördlich), Grandy (5,1 km südlich) und Elm Park (7,4 km westlich).
Das Stadtzentrum von Minneapolis liegt 83,6 km in südlicher Richtung; das Zentrum von Saint Paul, der Hauptstadt von Minnesota, befindet sich 92,9 km südsüdwestlich.

## Verkehr
In Nord-Süd-Richtung verläuft die Minnesota State Route 65 entlang des westlichen Ortsrands von Stanchfield. Alle weiteren Straßen sind teils unbefestigte Fahrwege oder innerörtliche Verbindungsstraßen.
Parallel zur MN 65 verläuft eine Eisenbahnlinie der BNSF Railway durch das Zentrum des Ortes.
Mit dem Cambridge Municipal Airport befindet sich 16,9 km südsüdwestlich ein kleiner Flugplatz. Der nächste Großflughafen ist der Minneapolis-Saint Paul International Airport (100 km südlich).

## Demografische Daten
Nach der Volkszählung im Jahr 2010 lebten in Stanchfield 118 Menschen in 42 Haushalten. Die Bevölkerungsdichte betrug 85,5 Einwohner pro Quadratkilometer. In den 42 Haushalten lebten statistisch je 2,81 Personen.
Ethnisch betrachtet setzte sich die Bevölkerung mit einer Ausnahme nur aus Weißen zusammen.
31,4 Prozent der Bevölkerung waren unter 18 Jahre alt, 60,1 Prozent waren zwischen 18 und 64 und 8,5 Prozent waren 65 Jahre oder älter. 46,6 Prozent der Bevölkerung war weiblich.

Das mittlere jährliche Einkommen eines Haushalts lag bei 47.188 USD. Das Pro-Kopf-Einkommen betrug 24.425 USD. 2,2 Prozent der Einwohner lebten unterhalb der Armutsgrenze.